# Kotka
Pour les articles homonymes, voir Kotka (homonymie).
Kotka est une ville de Finlande située au Sud-Est du pays, sur deux îles à l'embouchure du fleuve Kymi.
C'est la ville la plus peuplée de la région de la vallée de la Kymi.
Kotka signifie aigle en finnois.

## Histoire

### Préhistoire

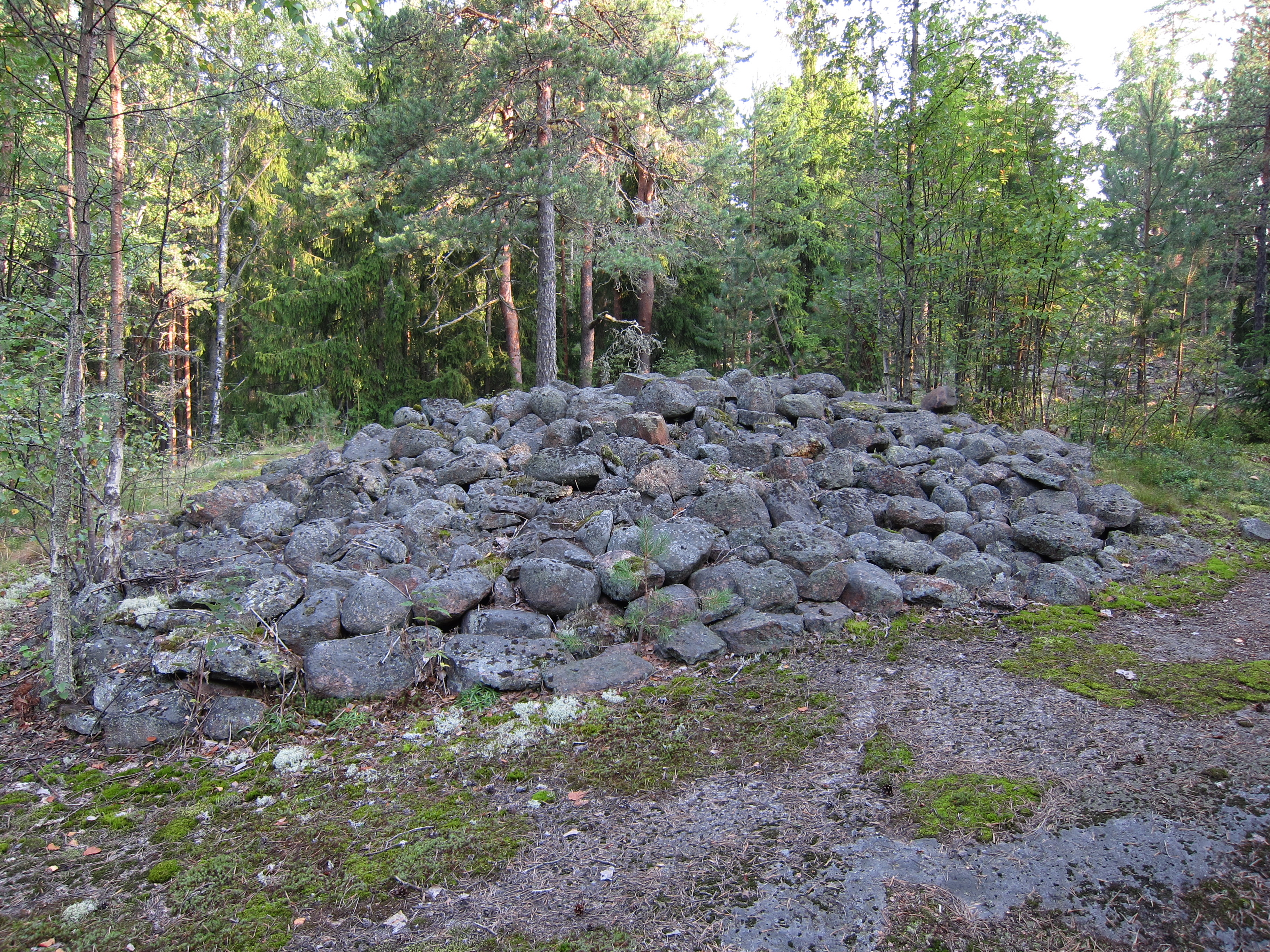
Un Tumulus à Kotka.

Les premiers habitants de la zone de Kotka appartiennent à la Culture de la céramique à peigne de l'âge de la pierre.
Le niveau de la mer est alors 20 mètres plus haut que le niveau actuel et les lits actuels du kymijoki et du nummenjoki étaient des baies maritimes.
On a trouvé des habitations au bord de ces anciennes baies à Laajakoski, Juurikorva et Ylänummi.
Plus tard, on a trouvé des habitations appartenant à la culture de la céramique cordée à Juurikorva et des traces éparses de cette culture dans d'autres endroits.
On a découvert un groupe significatif de tumulus de pierre datant de l'âge du bronze dans la baie de Östringinlahti.
Dans cette zone, on a aussi découvert des assemblages de pierres en forme de bateau datant de l'âge du bronze ou de l'âge du fer.

### L'époque des Varègues
Le détroit situé entre Kuutsalo et Kirkonmaa a servi de lieu de repos sur la route commerciale des Varègues aux Grecs.
Il est possible que l'île de Pirköyri située à proximité de Tiutinen ait été une place de marché au temps des vikings.

### Le Moyen Âge
Le fort développement commercial aux XIe et XIIe siècles a attiré de nombreux nouveaux habitants.
Les noms de familles et de lieux montrent que la plupart des nouveaux habitants viennent du Häme, de Savonie et de Carélie.
Après la construction en 1293 du château de Vyborg le delta du fleuve Kymijoki est sous domination suédoise et dépend du fief de Viipuri.
Le peuplement par des habitants de langue suédoise date du début du XIVe siècle.
Le droit donné, aux allemands de Tallinn, de commercer librement aux abords le delta du fleuve Kymijoki-Nummenjoki est limité en 1336 quand Pietari Joninpoika le seigneur du château de Vyborg leur octroie le droit de commercer à Vyborg, Virolahti et Vehkalahti.
En 1350, on fonde le manoir de Kymi. En 1380 il sera donné par Bo Jonsson Grip au Monastère de Vadstena.
En 1440 on construit la chapelle du manoir de Kymi rattachée à Pyhtää.
En 1556, durant le règne de Gustave Ier Vasa, le manoir de Kymi devient manoir royal et de ce fait le Centre du gouvernement du comté de Kymenkartano.

### La ville fortifiée de ruotsinsalmi

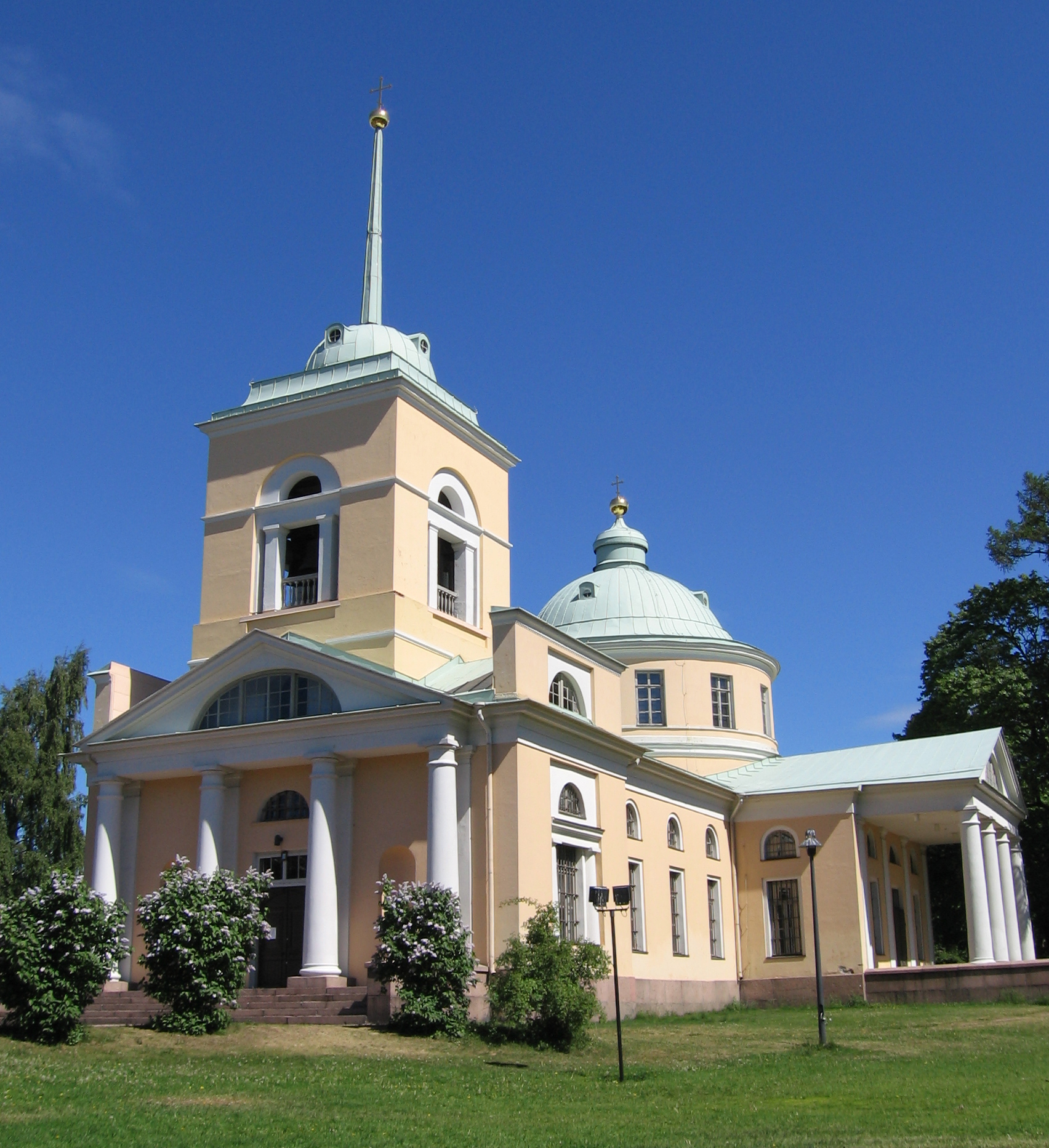
L'église Saint-Nicolas.

Après la guerre russo-suédoise de 1788-1790 et en particulier à la suite de la bataille de Svensksund les Russes construisent dans les années 1790 la  forteresse maritime de Ruotsinsalmi et la forteresse de Kymi. Cette double fortification a pour objectif de contrer la double fortification de Svartholm et de Viapori.
La forteresse maritime de Ruotsinsalmi comprend le fort Katarina dans l'île de Kotkansaari, le fort Elisabet dans l'île de Varissaari et fort Slava dans l'île de Kukouri et de petites fortifications dans les îles voisines.
Dans l'est de Kotkansaari, les russes construisent un port et une véritable ville de garnison avec sa caserne et ses entrepôts.
Sur le continent, à proximité de l'ancien manoir de Kymi on construit la forteresse de Kymi à l'endroit où la route royale passe sur le fleuve kymijoki. La première forteresse qu'on appelle à l'époque forteresse Kymijo est agrandie en 1803 et recouvre toute la partie septentrionale de l'île de Hovinsaari.
La population de la ville fortifiée est majoritairement composée de russes orthodoxes. La population s'élève à environ 8 000 personnes, c'est-à-dire à peu près autant qu'à Turku la capitale finlandaise de l'époque.
La population luthérienne de Kymi s'élève à l'époque à 2 000 habitants.
Les fortifications perdent bientôt leur intérêt quand, à la suite de la guerre de Finlande en 1809, la Finlande passe sous domination russe. La frontière russo-suédoise est alors déplacée du kymijoki à la torniojoki.
Ceci fait, Alexandre Ier de Russie décide de reléguer Ruotsinsalmi en forteresse de seconde classe et rejette la demande de fondation d'une ville.
La ville fortifiée de Ruotsinsalmi commence à se vider de sa population, et il n'y reste que quelques centaines d'habitants.
De nombreux commerçants russes, comme la famille Sinebrychoff par exemple, s'installent entre autres à Helsinki.
En 1855, pendant la guerre de Crimée, la flotte franco-britannique bombarde la forteresse maritime de Ruotsinsalmi et la ville fortifiée est détruite en grande partie dans les incendies.
De nos jours, les bâtiments de cette époque les mieux conservés sont l'église orthodoxe Saint-Nicolas datant de 1801, et la forteresse Kyminlinna qui en raison de sa localisation n'a pas subi les activités guerrières.
Le 16 mai 1878, le sénat du Duché de Finlande déclare la fondation de la ville de Kotka.
En 1879 les parties méridionales de kotkansaari et de hovinsaari sont détachées du comté de Kymi et Kotka devient une ville avec les droits maritimes et de clocher.
Son premier plan cadastral date de 1878 et on décide d'un maillage des rues hippodamien.
En 1890, la voie ferroviaire Kotka-Kouvola renforce la position de Kotka en tant que ville industrielle et portuaire par rapport à Hamina.
Après la Seconde Guerre mondiale on crée le nouveau comté de Kymi avec Kotka comme centre temporaire.

### L'extension de Kotka
À l'origine, Kotka n'est composée que des parties méridionales de kotkansaari et de hovinsaari mais son développement très rapide exige un territoire plus étendu.
En 1884, on ajoute une grande partie de Hovinsaari et de Hietanen.
En 1948, on ajoute kyminlinna, c'est-à-dire la partie septentrionale de hovinsaari.
En 1954, on ajoute entre autres les villages de Mussalo, Ruonala, Lankila et de Sutela et les quartiers de Karhuvuori et de Aittakorpi.
En 1965, on ajoute l'île de tiutinen qui appartenait à Karhula.
En 1974, on ajoute le comté de Haapasaari qui s'était détaché de Kymi en 1913.
En 1977, Kotka, Karhula et Kymi s'associent et Kotka couvre alors presque entièrement les zones qui ont appartenu à Kymi à différentes époques.

## Géographie

Panorama de Kotka vu de la tour d'observation de Kuusinen.

Panorama de Kotka vu de Haukkavuori.

Située au bord du golfe de Finlande et dans le delta du kymijoki, la ville est proche de la frontière russe (65 km du poste frontière de Vaalimaa).
L'archipel de Kotka a de nombreuses îles dont les plus grandes sont Mussalo, Kirkonmaa, Kuutsalo et Kotkansaari.
D'autres îles importantes sont Haapasaari, Hovinsaari et Kolkansaari, Tiutinen, Varissaari et Kukouri.
Kotka n'a que deux petits lacs d'environ un kilomètre de diamètre et quelques étangs d'environ 330 mètres de diamètre.
Les lacs Laajakoskenjärvi et Rapakivenjärvi sont des zones Natura 2000.
Avec une altitude de 87 mètres, le point le plus haut de Kotka est le mont Suurivuori à la frontière avec Hamina.
Les autres éminences sont l'aérodrome de Kymi (72 mètres) et le mont Haukkavuori (69,1 mètres).
Le substrat rocheux est principalement en granite rapakivi.
À l'est de Kotka se trouve le pitkittäisharju.
Les rivages argileux du Kymijoki et du Nummenjoki sont d'anciens marécages asséchés pour l'agriculture.
Le marécage le plus important proche de Pyhtää est le Mustanjärvensuo qui appartient au parc national de Valkmusa.
L'influence de la mer Baltique donne au sud de la ville un climat océanique alors que les parties plus septentrionales ont un climat plus continental.
Kotka est entourée par les municipalités de Pyhtää à l'ouest, Anjalankoski au nord et Hamina à l'est.

## Transports

### Transport ferroviaire

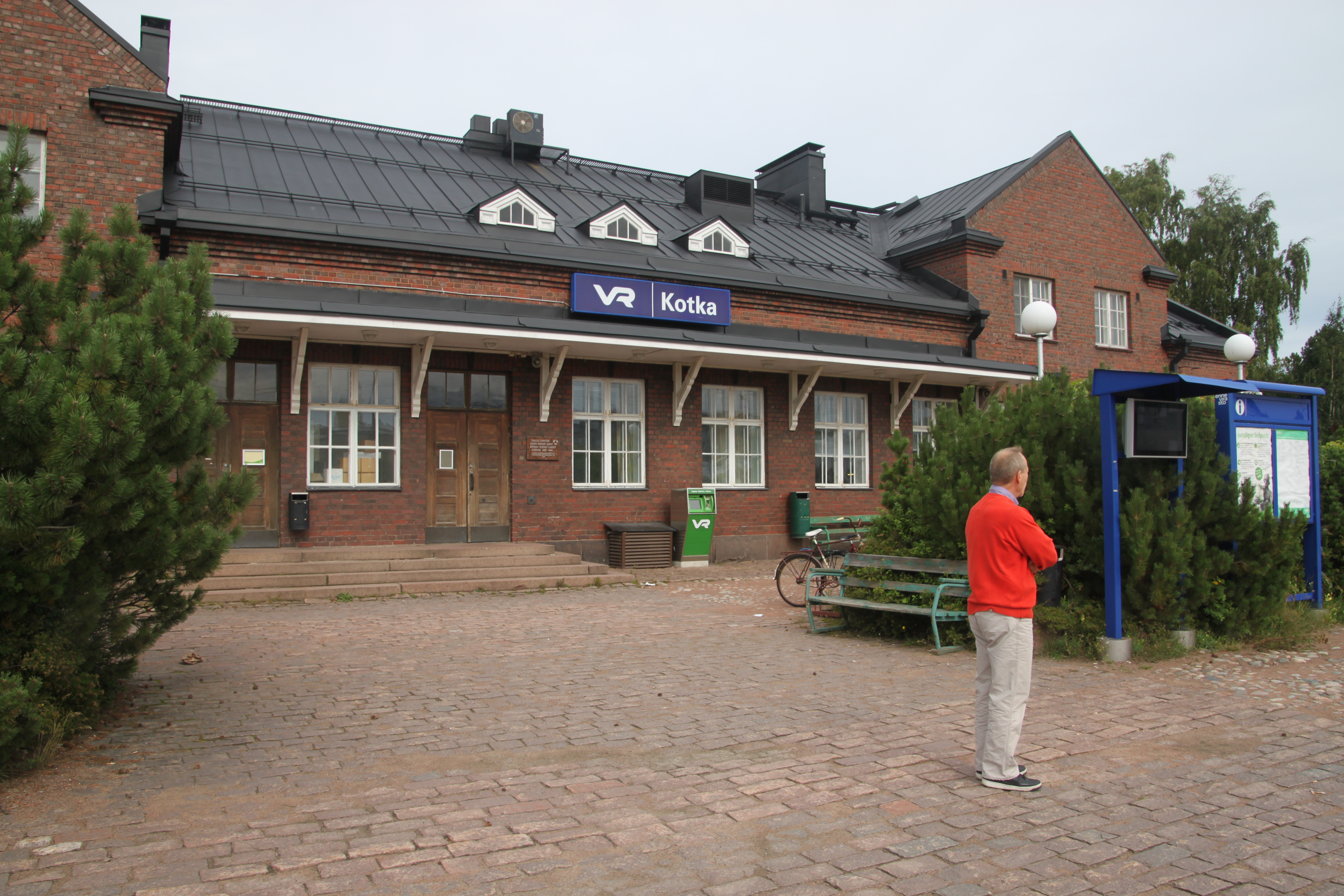
Gare de Kotka.

La voie Kotka-Kouvola a été construite en 1890, elle dessert la gare de Kotka  située à l'adresse Kotkantie 1 et la gare du port de Kotka située à l'adresse Tornatorintie.
À la gare de Kouvola, d'où il y a des liaisons dans différentes directions (Lahti, Joensuu,Iisalmi, Kuusankoski).

### Voies cyclables
En 2020, la longueur du réseau de pistes cyclables de Kotka est d'environ 150 km, dont 120 km (80 %) relèvent de la responsabilité de la ville et 30 km (20 %) du centre ELY.
En 2030, il devrait y avoir environ 27 km de d'artères cyclables principales entièrement nouvelles.

### Transport routier
Helsinki est distante de 135 km, reliée par la route nationale 7 (E18) qui sera bientôt une autoroute sur la totalité du trajet.
Kotka est aussi traversée par la nationale 15 et par la régionale 357.
Le transport local par bus à Kotka est actuellement assuré  par Pohjolan Liikenne.
Les compagnies de bus Savonlinja-Yhtiöt, Henkelikoliikenne Heino Oy et Liikenne Vuorela assurent des liaisons régulières régionales et longue distance avec Kotka.

### Transport maritime

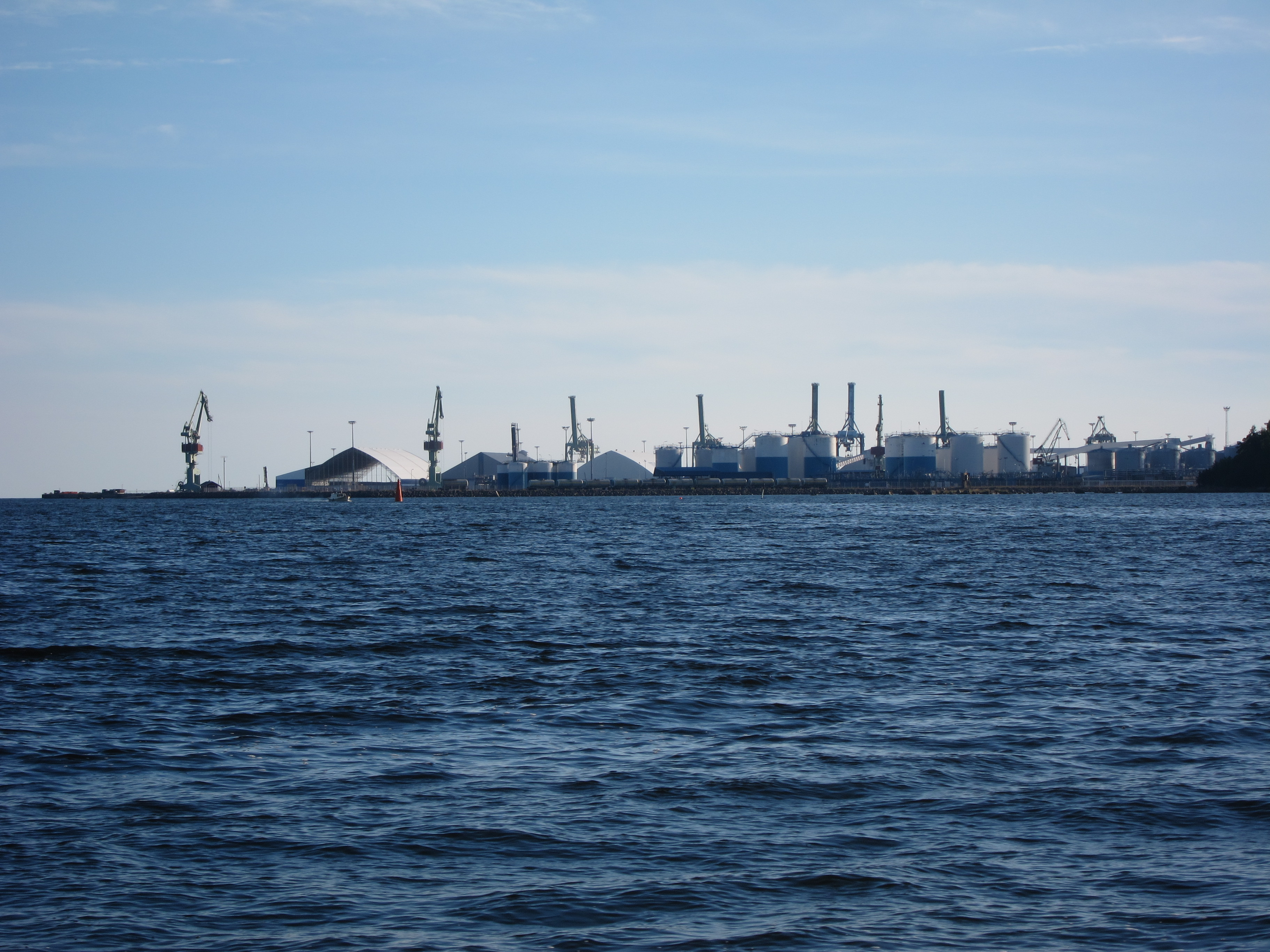
Port de Mussalo.

En 2011, le port de Kotka a fusionné avec le port de Hamina  pour former le port de Hamina-Kotka, qui est le plus grand port de marchandises généraliste de Finlande.
Le port de Kotka était déjà le plus grand port d'exportation de Finlande avant sa fusion des port de Mussalo et port de Hietanen.
Des traversiers permettent aux passagers de visiter l'archipel de Kotka.
Les traversiers de Finferries mènent vers Kaunissaari, Kuutsalo, Haapasaari, Varissaari, Kukouri, Lehmäsaari, Kirkonmaa ou Rankki.

### Transport aérien
- Aérodrome de Kymi

## Démographie
Depuis 1980, l'évolution démographique de Kotka est la suivante,,:
| Année      | 1980   | 1985   | 1990   | 1995   | 2000   | 2005   | 2010   |
| ---------- | ------ | ------ | ------ | ------ | ------ | ------ | ------ |
| population | 60 752 | 58 956 | 56 634 | 55 903 | 54 846 | 54 838 | 54 824 |

| Année      | 2015   | 2020   |
| ---------- | ------ | ------ |
| population | 54 525 | 51 889 |

## Économie
Située sur l'une des principales routes du bois, à l'embouchure d'un des bras de la Kymi, la ville s'est agrandie en même temps que se développait le commerce et les industries du bois. Aujourd'hui c'est le premier port exportateur de bois de Finlande.

### Principales entreprises
En 2022, les principales entreprises privées de Kotka sont, par chiffre d'affaires :
| Société                        | C.A.   |
| ------------------------------ | ------ |
| MM Kotkamills Boards Oy        | 233 M€ |
| Sulzer Pumps Finland Oy        | 187 M€ |
| Danisco Sweeteners Oy          | 125 M€ |
| Steveco Oy                     | 123 M€ |
| Sonoco-Alcore Oy               | 44 M€  |
| Kotkan Energia Oy              | 41 M€  |
| HaminaKotka Satama Oy          | 38 M€  |
| Ahlstrom-Munksjö Glassfibre Oy | 37 M€  |
| Auris Kaasunjakelu Oy          | 34 M€  |
| Oiltanking Finland Oy          | 33 M€  |

### Employeurs
En 2022, ses plus importants employeurs privés sont:
| Employeur                      | Employés |
| ------------------------------ | -------- |
| Steveco Oy                     | 669      |
| Sulzer Pumps Finland Oy        | 467      |
| MM Kotkamills Boards Oy        | 366      |
| Danisco Sweeteners Oy          | 195      |
| Optimax Henkilöstöratkaisut Oy | 170      |
| Power Tech Group Oy            | 157      |
| Sonoco-Alcore Oy               | 146      |
| Kymijoen Ravintopalvelut Oy    | 130      |
| Kotkan Kiinteistöpalvelu Oy    | 116      |
| Lämpösulku Oy                  | 106      |

En 2018, ses deux principaux employeurs publics sont le groupement intercommunal des services hospitaliers et sociaux de la vallée de la Kymi (5 600 employés) et la municipalité de Kotka (3 300 employés).

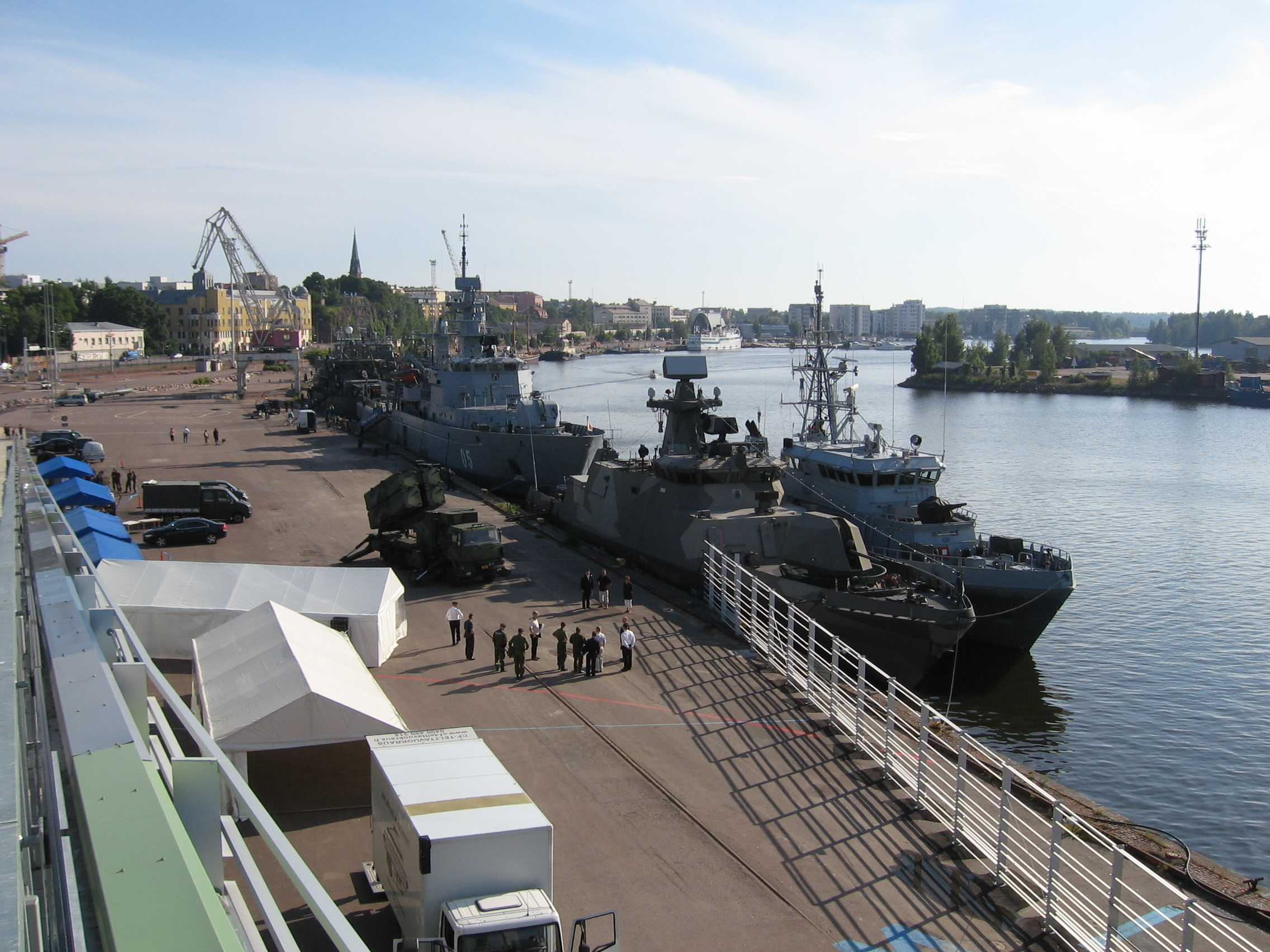
Port Kantasatama.
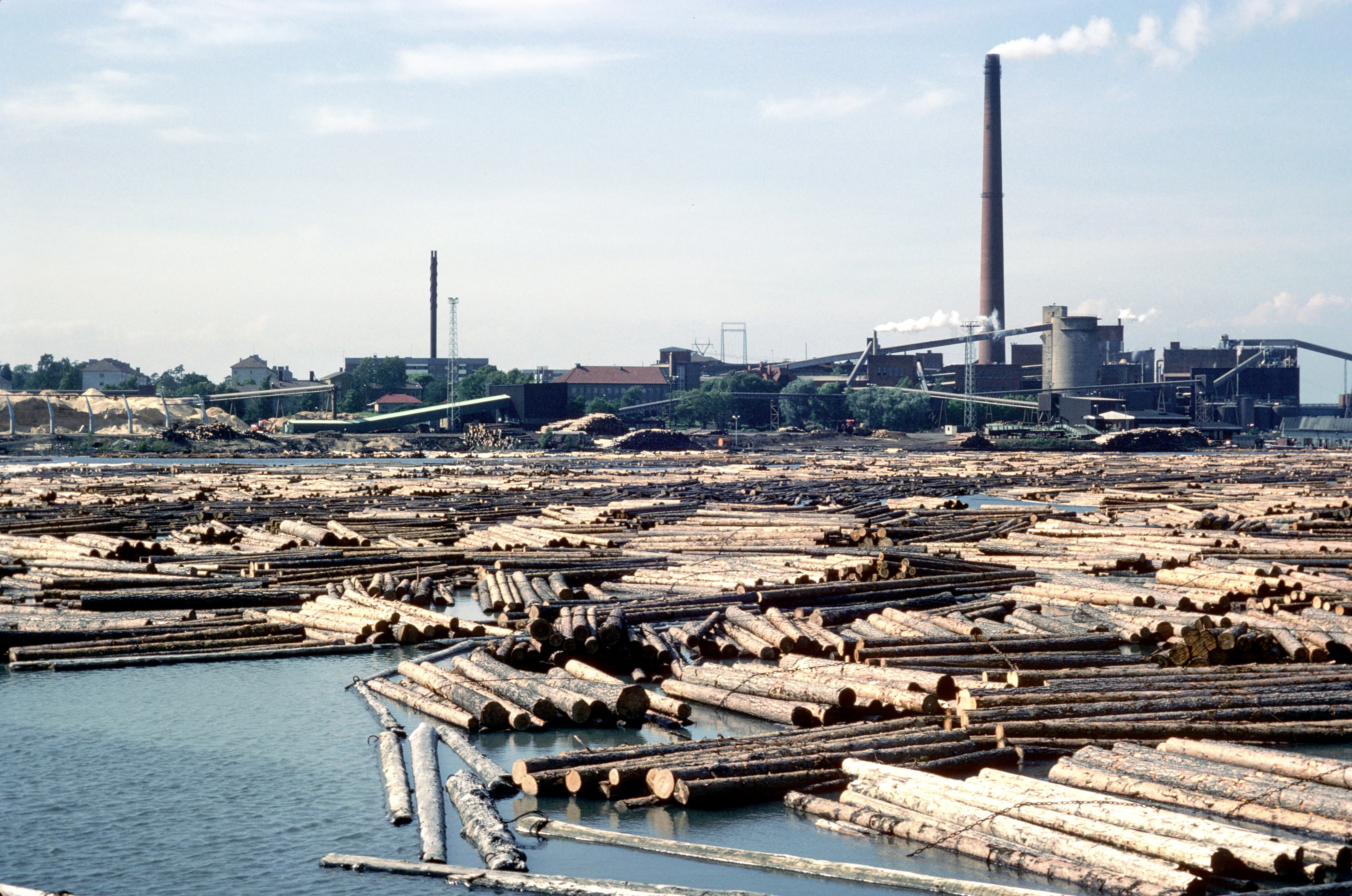
L'usine Kotkamills.

## Administration de Kotka

### Conseil municipal
Le maire est Henry Lindelöf. Les 51 conseillers municipaux sont répartis comme suit, :

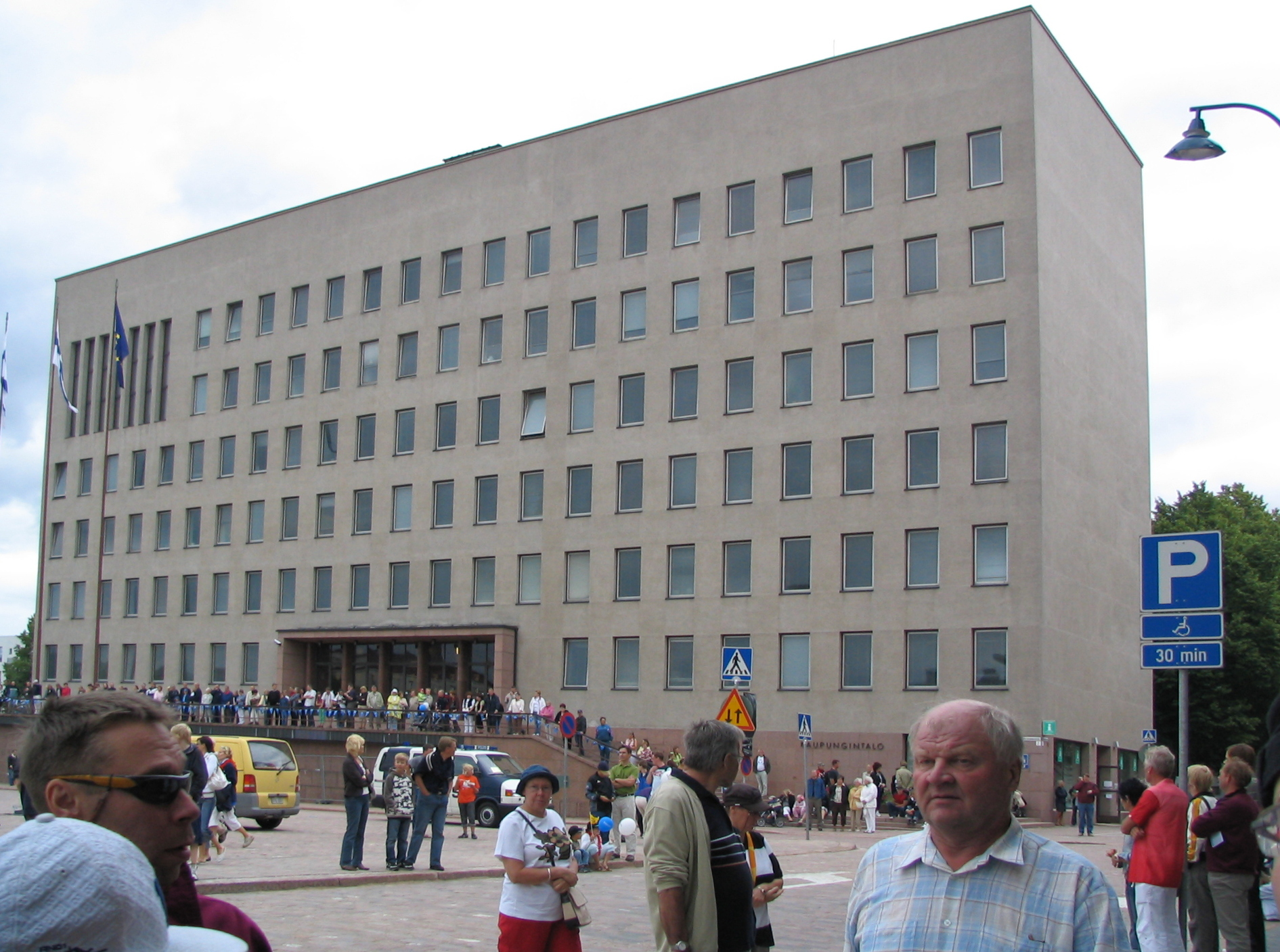
La mairie de Kotka.

| Parti | Parti                               | Sièges 2009–2012 | Sièges 2021–2025 |
| ----- | ----------------------------------- | ---------------- | ---------------- |
|       | Parti social-démocrate de Finlande  | 15               | 16               |
|       | Parti de la Coalition nationale     | 14               | 12               |
|       | Alliance de gauche                  | 8                | 5                |
|       | Vrais Finlandais                    | 4                | 11               |
|       | Ligue verte                         | 4                | 4                |
|       | Chrétiens-démocrates                | 2                | 1                |
|       | Parti du centre                     | 2                | 1                |
|       | Parti populaire suédois de Finlande | 1                | 1                |
|       | Alternative démocratique de Kotka   | 1                | -                |

## Lieux et monuments
| Carte de lieux et monuments de Kotka              |
| Carte interactive de lieux et monuments de Kotka. |

### Monuments

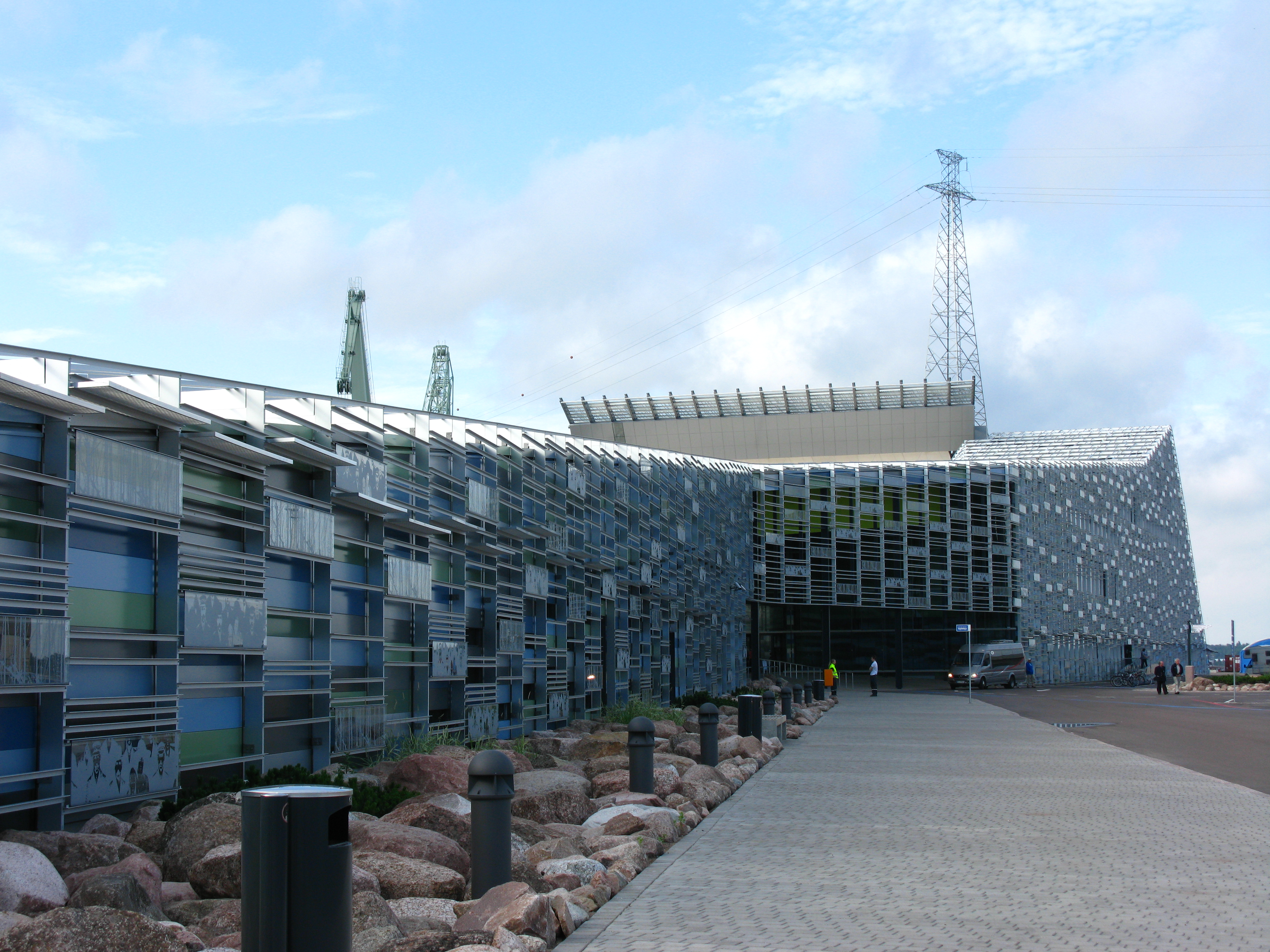
Le Centre maritime de Vellamo.

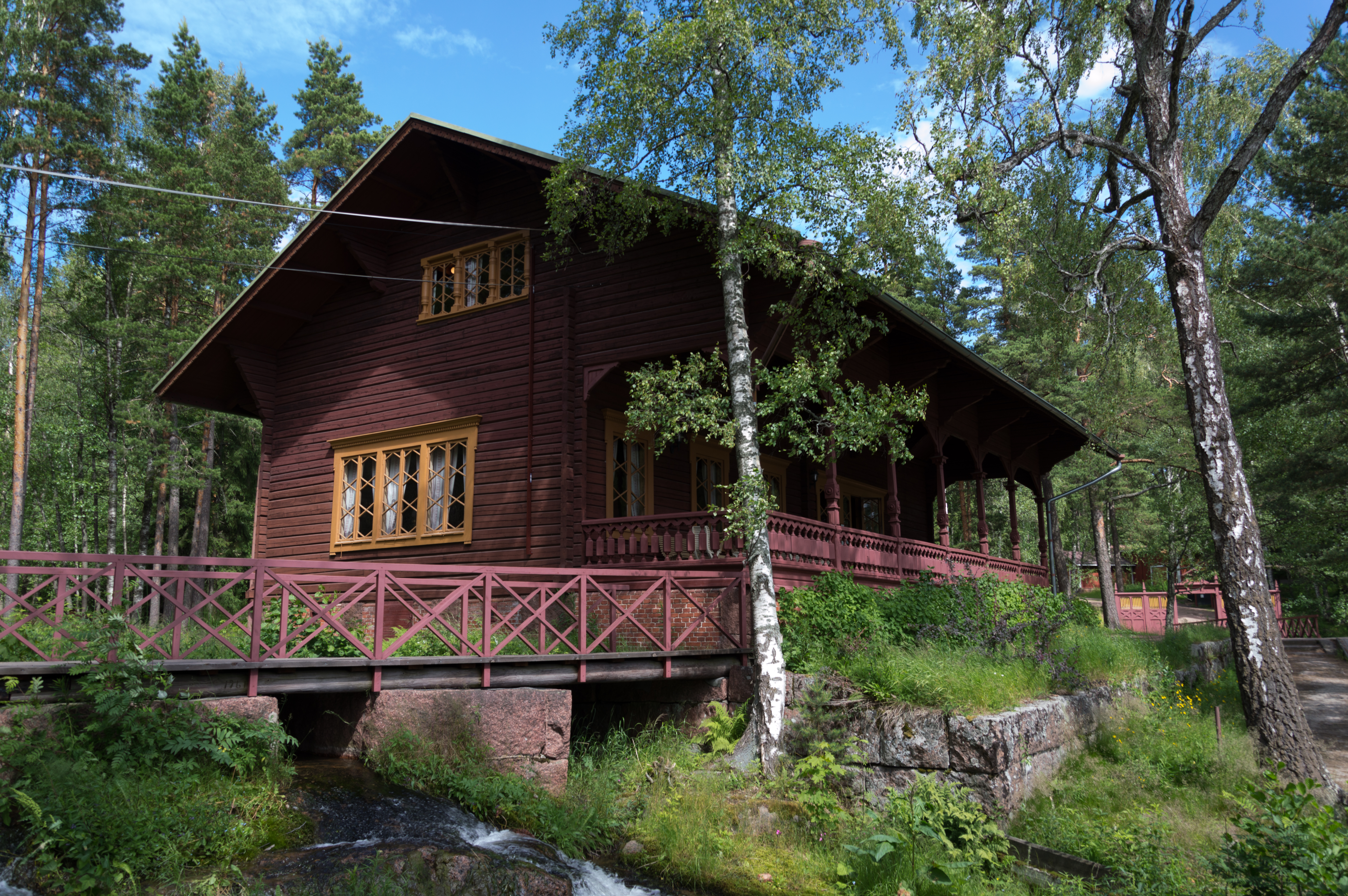
Langinkoski.

Kotka a de nombreux sites et monuments historiques dont:
- L'église Saint-Nicolas,
- La gare de Kotka
- Théâtre municipal
- L'église de Kymi,
- L'église de Kotka,
- Le Langinkoski,
- Le centre maritime de Vellamo,
- Le Brise-glace-Musée Tarmo,
- Le musée des bateaux en bois,
- Le Maretarium,
- La forteresse de Kymi,
- La forteresse maritime de Ruotsinsalmi,
- Les forts Elisabeth et Slava,
- La tour d'observation de Haukkavuori,
- La maison des concerts de Kotka,
- La mairie de Kotka.
- Sunila
- Ancienne caserne des pompiers

Kotka compte aussi de nombreux des monuments mémoriaux et statues publics.

### Parcs et jardins
- Parc Isopuisto

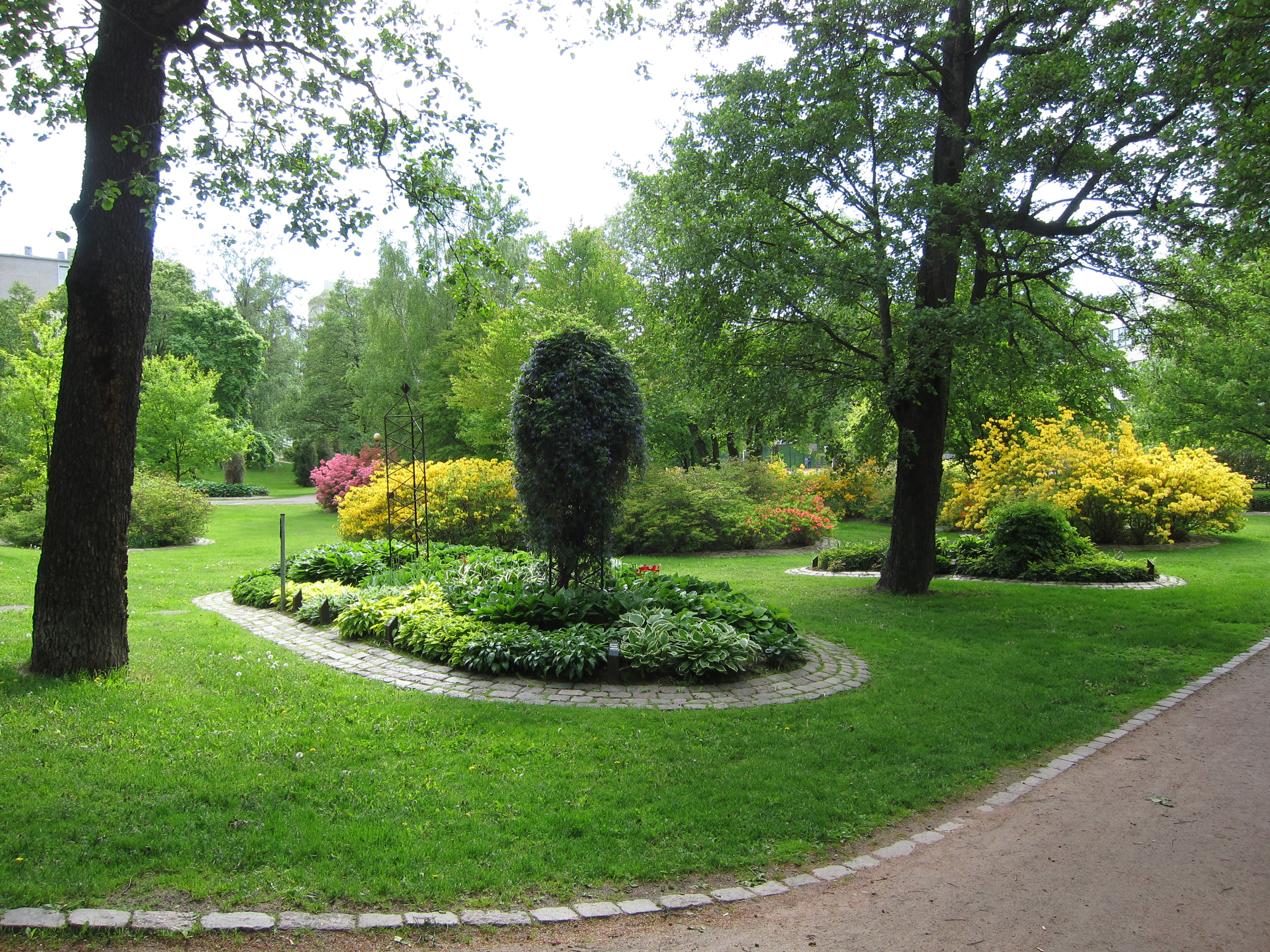
Fuksinpuisto.

- Parc du mont de la tour d'incendie
- Parc de Sibelius
- Parc maritime de Katariina
- Parc du bizut
- Promenade des sculptures de Kotka
- Parc Toivo Pekkanen
- Parc aquatique de Sapokka
- Redoute Kotka
- Jokipuisto
- Koskipuisto (fi)

### Archipel de Kotka
| Carte de lieux et monuments de Kotka              |
| Carte interactive de lieux et monuments de Kotka. |

## Culture

### Évènements

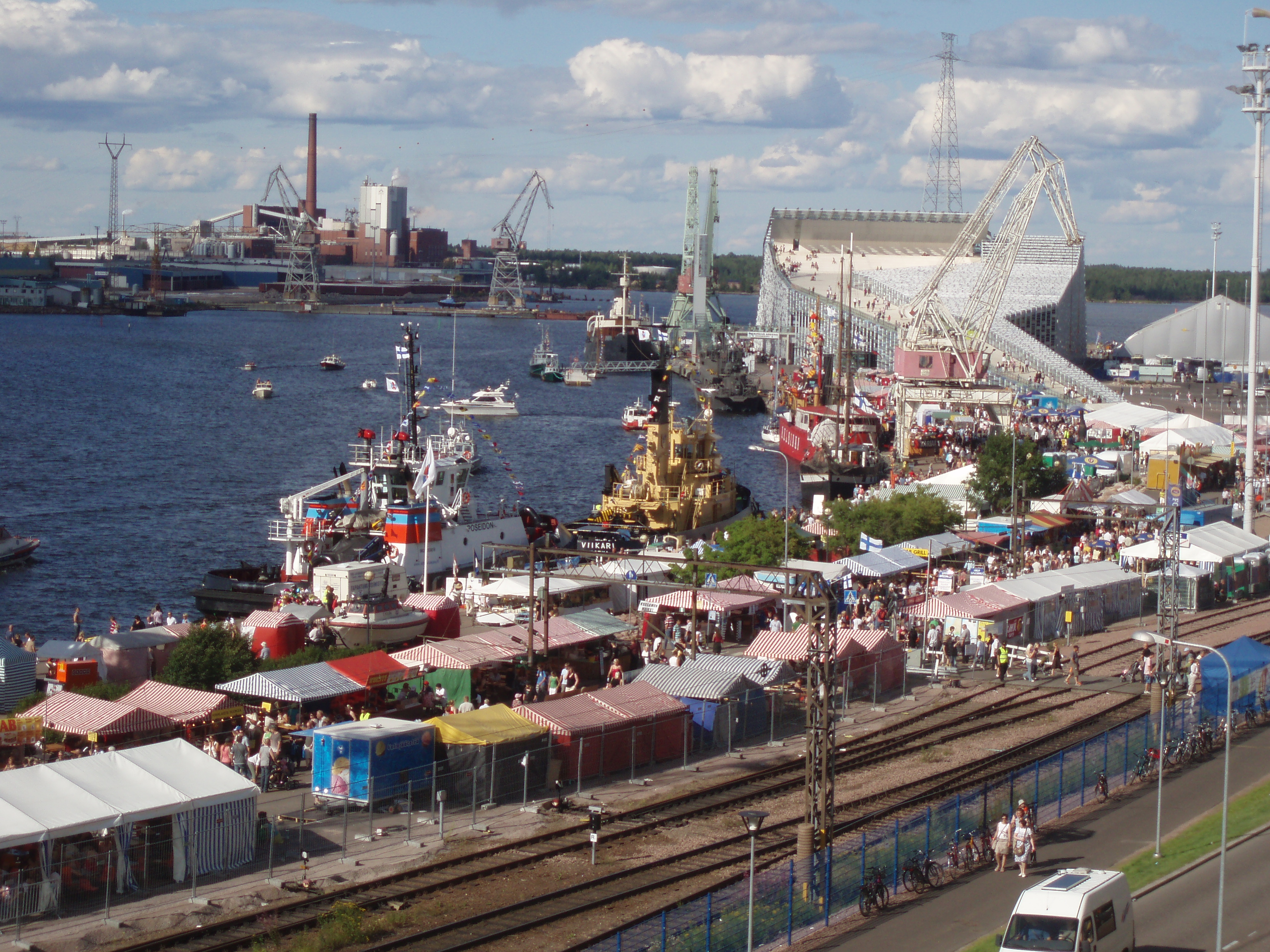
Le Festival maritime de Kotka de 2008.

- Kotkan meripäivät
- Kotkan urkuviikko
- Kymijoen Lohisoitto
- Kotkan kalamarkkinat
- Aaltoja! Valoa ja ääntä Kotkassa

### Éducation
- Université des sciences appliquées du Sud-Est de la Finlande
- Lycée de Kotka
- École de Karhula
- École suédoise de Kotka
- École d'Hovinsaari
- Lycée professionnel du Sud de la vallée de la Kymi

## Jumelages
Kotka a dix villes jumelles:
| Ville | Ville             | Pays | Pays      | Période     |
| ----- | ----------------- | ---- | --------- | ----------- |
|       | Brașov            |      | Roumanie  | depuis 1993 |
|       | Fredrikstad,      |      | Norvège   | depuis 1950 |
|       | Gdynia,           |      | Pologne   | depuis 1961 |
|       | Glostrup          |      | Danemark  | depuis 1947 |
|       | Greifswald,       |      | Allemagne | depuis 1959 |
|       | Klaipėda,         |      | Lituanie  | depuis 1994 |
|       | Landskrona,       |      | Suède     | depuis 1940 |
|       | Lübeck            |      | Allemagne | depuis 1969 |
|       | Saint-Pétersbourg |      | Russie    | depuis 1997 |
|       | Sillamäe          |      | Estonie   |             |
|       | Taizhou           |      | Chine     | depuis 2001 |
|       | Tallinn           |      | Estonie   | depuis 1955 |

## Personnalités
- Paavo Aaltonen, gymnaste,
- Jalo Aura, homme politique
- Juho Eerola, homme politique
- Juha Hirvi, tireur sportif
- Jyri Häkämies, homme politique
- Kari Häkämies, homme politique
- Pentti Hämäläinen, boxeur,
- Rasmus Kupari, joueur de hockey
- Lasse Lehtinen, homme politique
- Toivo Pekkanen, écrivain
- Teemu Pukki, footballeur
- Arto Tolsa, footballeur
- Juha Vainio, parolier